# دانا فسبولي
دانا فسبولي (بالإنجليزية: Dana Vespoli)‏ من مواليد 22 سبتمبر 1972 ممثلة ومخرجة أفلام إباحية أمريكية.

## روابط خارجية
- دانا فسبولي على موقع IMDb (الإنجليزية)
- دانا فسبولي على موقع قاعدة بيانات الفيلم (الإنجليزية)
- دانا فسبولي على موقع ليتربوكسد (الإنجليزية)